# Nikolaï Dmitrievitch Seliverstov
Pour les articles homonymes, voir Seliverstov.
Nikolaï Dmitievitch Seliverstov, né à Nijni Novgorod en 1820 ou 1821 et mort assassiné à Paris 9e le 19 novembre 1890 par le révolutionnaire Stanislaw Padlewski, est un homme politique et militaire russe du xixe siècle.